# Phragmatobia secreta
Phragmatobia secreta är en fjärilsart som beskrevs av Max Wilhelm Karl Draudt 1931. Phragmatobia secreta ingår i släktet Phragmatobia och familjen björnspinnare. Inga underarter finns listade i Catalogue of Life.